# James Valoue
James Valoue (også stavet Valouë, Valoué eller Valouè) var en urmager fra 1700-tallet. Han er bedst kendt for sit design af en hestedreven rambuk fra 1737, der blev brugt under konstruktionen af Westminster Bridge. I 1738 tildelte Royal Society Valoue med Copleymedaljen for hans opfindelse.
Science Museum i London har en model af holds a model of Valoue's pile driver constructed by Stephen Demainbray.